# 543018 ROTAT
543018 ROTAT este o planetă minoră (asteroid) din centura de asteroizi. A fost descoperită pe 1 septembrie 2013 la  de Jost Jahn⁠(d). 
Obiectul prezintă o orbită caracterizată de o semiaxă mare de 2,803430914788 UAi, o excentricitate de 0,12170617539548, o înclinație de 5,1316310348187 ° în raport cu ecliptica.